# Last Night I Dreamt That Somebody Loved Me
"Last Night I Dreamed That Somebody Loved Me" é uma canção da banda de rock inglesa The Smiths, escrita pelo cantor Morrissey e pelo guitarrista Johnny Marr. Aparece como a sexta faixa do último álbum da banda Strangeways, Here We Come (1987). Apresenta como pano de fundo os ruídos da multidão provenientes da greve dos mineiros de 1984-85. A música é a favorita de Morrissey e Marr.
A música foi lançada como o terceiro e último single do Strangeways no Reino Unido em dezembro de 1987. Anunciado como "o último single", como a banda já havia se separado, alcançou a posição 30 no UK Singles Chart.
Apesar de seu fracasso comercial, "Last Night I Dreamed That Somebody Loved Me" foi aclamado pela crítica pelo trabalho de guitarra de Marr e pelo lirismo sombrio de Morrissey. Desde então, apareceu em vários álbuns de compilação e foi classificada por escritores musicais como uma das melhores canções da banda.

## Produção
O guitarrista Johnny Marr escreveu a sequência de acordes de "Last Night I Dreamed That Somebody Loved Me" após um show dos Smiths em outubro de 1986 em Carlisle. A introdução do piano foi composta separadamente. Marr explicou mais tarde:
É construído em torno do riff de guitarra girando e girando, o coração dele é o riff de guitarra, mas eu orquestrei usando um teclado e som de cordas. O que adoro nisso é o drama – o drama resume como eu estava me sentindo naquele momento. Essa música foi escrita porque no centro dela há um riff de guitarra muito melancólico e dramático que gira e gira e gira. E antes de mais nada, entre outras coisas particularmente melancólicas nos Smiths, eu me ouço nisso. Há um lado meu, um lado introspectivo, e provavelmente melancólico, que surge porque sou músico. Então eu explodi musicalmente com uma performance excelente do resto do grupo e uma ótima composição de Morrissey.
A versão do álbum contém uma introdução de um minuto e 55 segundos, que consiste em tocar piano em um cenário de ruídos de multidão da greve dos mineiros de 1984-85. O lançamento do single de 7 polegadas não inclui a introdução, enquanto o single de 12 polegadas inclui. Tanto Morrissey quanto Johnny Marr, os co-compositores, a nomearam como a melhor música dos Smiths.
Marr chamou a música de "a melhor coisa que fizemos" e "minha faixa favorita na época e provavelmente ainda é". Em uma entrevista de 1993, Marr comentou: "Strangeways tem seus momentos, como 'Last Night I Dreamed That Somebody Loved Me'. A última vez que vi Morrissey, ele disse que era sua música favorita dos Smiths.

## Lançamento
"Last Night I Dreamed That Somebody Loved Me" foi lançado como o último single do álbum Strangeways, Here We Come de 1987. Como a banda se separou antes do lançamento de Strangeways, o lançamento foi anunciado em cartazes como "o Último Single". No final das contas, o single alcançou a posição 30 no Reino Unido, continuando o posicionamento desanimador nas paradas de seu antecessor, "I Started Something I Couldn't Finish."

Morrissey mais tarde refletiu sobre as deficiências comerciais dos dois últimos singles de Strangeways:
“Eu aprovei [o lançamento dos singles] no sentido de que acredito que os discos do Smiths deveriam ser ouvidos. 'Last Night I Dreamed That Somebody Loved Me' e 'I Started Something I Couldn't Finish' eram ótimas músicas, mas, obviamente, não havia lados B aceitáveis e obviamente não havia motivo aceitável para um single em CD e fita cassete, mas eles ocorreram mesmo assim. É difícil porque eu queria que essas músicas fossem ouvidas, a morte dos Smiths foi muito conveniente. Se houvesse uma última oportunidade de invadir e infestar as ondas de rádio, pensei que deveria ser feito."

## Cover
A banda alternativa Low também fez um cover da música, inicialmente como single, e mais tarde a incluiu em A Lifetime of Temporary Relief: 10 Years of B-Sides and Rarities. No encarte, a banda a descreve como “mais uma capa que alguns podem zombar. Depois disso, nada é sagrado”.

## Capa e mensagem da matrix
A capa do single trazia uma fotografia do cantor britânico Billy Fury das décadas de 1950 e 1960.
Os lançamentos britânicos de vinil de 7 e 12 polegadas continham a mensagem da matriz: "THE RETURN OF THE SUBMISSIVE SOCIETY" (X) STARRING SHERIDAN WHITESIDE / "THE BIZARRE ORIENTAL VIBRATING PALM DEATH" (X) STARRING SHERIDAN WHITESIDE. Sheridan Whiteside era um dos pseudônimos de Morrissey, tirado do protagonista da peça The Man Who Came to Dinner; esse personagem, por sua vez, foi baseado no crítico dramático e contador de histórias Alexander Woollcott e foi referenciado nas gravuras do single "I Started Something I Couldn't Finish".

## Faixas

### 7-inchRT200
1. "Last Night I Dreamt That Somebody Loved Me" (single editado) - 3:12
2. "Rusholme Ruffians" (versão John Peel session) - 4:04

### 12-inchRTT200
1. "Last Night I Dreamt That Somebody Loved Me" (versão inteira) - 5:04
2. "Rusholme Ruffians" (versão John Peel session) - 4:04
3. "Nowhere Fast" (versão John Peel session) - 2:39

### CDRTT200CD
1. "Last Night I Dreamt That Somebody Loved Me" (versão inteira) - 5:04
2. "Rusholme Ruffians" (versão John Peel session) - 4:04
3. "Nowhere Fast" (versão John Peel session) - 2:39
4. "William, It Was Really Nothing" (versão John Peel session) - 2:04

## Paradas musicais
| Parada musical                           | Pico |
| ---------------------------------------- | ---- |
| Irlanda (IRMA)                           | 17   |
| UK Singles (The Official Charts Company) | 30   |

## Formação
- Morrissey - Vocal
- Andy Rourke - Baixo
- Mike Joyce - Bateria
- Johnny Marr - Guitarra